# Vi
Vi — текстовий редактор, написаний для BSD систем у 1976 році. Зараз він став стандартом для UNIX і міститься майже у будь-якій поставці (FreeBSD, Linux, Solaris тощо).

## Історія
Перша версія була написана Біллом Джоєм в 1976 році.
У той час найпоширенішим був редактор ed. Оскільки він був досить складним для «простих смертних», George Coulouris розробив редактор em (editor for mortals — редактор для смертних). Білл Джой модифікував редактор em і назвав його en, а пізніше — він отримав назву ex, на якому і заснований vi.

## Опис
Для редагування у vi використовуються спеціальні команди. Також існує декілька режимів редагування: Normal mode, Insert mode, Command mode. У Insert mode редактор вставляє символи набрані на клавіатурі. Перехід у Normal mode виконується за допомогою клавіші <ESC>. У цьому режимі редактор виконує набрані на клавіатурі команди, наприклад:
- j — перехід вниз
- l — перехід вправо
- x — видалення символу
- w — перехід на початок наступного слова
- dd — видалення рядка
- d2d — видалення двох рядків
- dt( — видалення символів до символу (
- dt) — видалення символів до символу)
- yy — копіювання рядка
- y2y — копіювання двох рядків
- p — вставлення попередньо скопійованих або видалених рядків
- . — повторення команди, виконаної в режимі вставки (insert mode)
- i — перехід у режим вставки (insert mode)
- % — перехід на дужку, відповідну до дужки під курсором
- n — перехід до наступного знайденого результату пошуку

Це надає можливості майже не відривати руки від основної клавіатури щоб рухатись та редагувати текст.
Також освоєння потужніших команд може допомогти прискорити редагування текстів.
Наприклад:
- :10,20s/кішка/собака/g — замінити у тексті в рядках з десятого по двадцятий всі слова «кішка» на «собака».
- :%s/кішка/собака/g — замінити у всьому тексті всі слова «кішка» на «собака».
- :/кішка — пошук «кішка» з поточної позиції до кінця файлу
- :?кішка — пошук «кішка» з поточної позиції до початку файлу

Зараз існує декілька модифікацій цього редактора майже під всі операційні системи. Популярними є vim (VI Modified — модификований vi), та gvim — Gui VIM (vim з графічним інтерфейсом користувача).